# Spiraea schochiana
Spiraea schochiana är en rosväxtart som beskrevs av Alfred Rehder. Spiraea schochiana ingår i släktet spireor, och familjen rosväxter. Inga underarter finns listade i Catalogue of Life.